# جانی ویلر
جانی ویلر (به انگلیسی: Johnny Wheeler) بازیکن فوتبال زادهٔ ۲۶ ژوئیه ۱۹۲۸ اهل انگلستان بود که سابقهٔ بازی در تیم ملی فوتبال انگلستان را در کارنامهٔ خود دارد. وی در تاریخ ۲ اکتبر ۱۹۵۴ تنها بازی ملی خود را در مقابل تیم ملی فوتبال ایرلند شمالی انجام داد.